# Germán López
Germán Osvaldo López (Buenos Aires, 30 de noviembre de 1919 - íd., 13 de septiembre de 1989) fue un químico y político argentino, que ejerció brevemente el cargo de ministro de Defensa en 1986 durante la presidencia de Raúl Alfonsín. Previamente fue secretario general de la Presidencia entre 1983 y 1986.

## Biografía
Se graduó de Licenciado en Química en la Universidad Nacional de La Plata en 1948 y posteriormente obtuvo el doctorado en esa especialidad. Durante su período de estudiante se afilió a la unión Cívica Radical y fue presidente de la Federación Universitaria Argentina entre 1944 y 1945. Fue de facto ministro de Salud Pública y Asistencia Social en la Intervención Federal a la Provincia de Salta ordenada por la dictadura que derrocó a Juan Domingo Perón en 1955. 
Durante la presidencia de Arturo Illia, el Ministro de Trabajo Fernando Solá lo nombró Subsecretario de Trabajo de la Nación.
Fue uno de los fundadores del Movimiento de Renovación y Cambio, dirigido desde un principio por el doctor Raúl Alfonsín. Éste lo nombró Secretario General de la Presidencia —con rango de ministro— en el momento de su asunción, en diciembre de 1983. Fue el responsable de la política del gobierno en materia social y sindical, siguiendo la tradición de notorios dirigentes radicales como Crisólogo Larralde y Moisés Lebensohn. Sus ideas se plasmaron en el proyecto de reforma de la Ley de Asociaciones Profesionales llevado adelante por Alfonsín en el comienzo de su gestión, conocida como Ley Mucci, en un intento de democratizar los sindicatos a través de elecciones limpias y representación de las minorías en los órganos de conducción. La medida fue resistida por el Partido Justicialista, lo que motivó fuertes enfrentamientos con el gobierno nacional. La ley fue derrotada en el Senado por un voto.
Tras el fallecimiento del Ministro de Defensa Roque Carranza, Alfonsín buscó un funcionario de su máxima confianza para ese puesto, ya que hacía muy poco tiempo se había llevado adelante el Juicio a las Juntas y se buscaba continuar enjuiciando a militares de menos graduación, al mismo tiempo que garantizar la lealtad de las Fueras Armadas. Por ello se tomó cinco días y terminó por nombrar para el cargo a su amigo Germán López.
Fue el encargado de redactar las Instrucciones al fiscal general del Consejo Supremo de las Fuerzas Armadas, en que le ordenaba no investigar a los oficiales subalternos por el cumplimiento de órdenes superiores, aunque estas órdenes violaran los derechos humanos; se trató de un claro antecedente de la Ley de Obediencia Debida.
Renunció al ministerio el 2 de junio de 1986, por razones de salud. Otra de las razones de la renuncia de López fue el escándalo producido por el funcionamiento de una central de inteligencia paralela que era dirigida por uno de los custodios del presidente Alfonsín, Raúl Guglielminetti, acusado de violaciones a los derechos humanos durante la última dictadura.
Durante los años siguientes siguió siendo asesor personal del presidente Alfonsín y vio gradualmente resentida su salud, en un proceso que desembocó en su fallecimiento, ocurrido en septiembre de 1989.